# 苏庄乡
苏庄乡，是中华人民共和国山西省晋城市沁水县下辖的一个乡镇级行政单位。2021年5月6日，撤销苏庄乡，整建制并入郑庄镇。

## 行政区划
苏庄乡下辖以下地区：
苏庄村、古堆村、官亭村、封岳村、董家山村和当处庄村。